# Finlande aux Jeux olympiques d'été de 1980
La Finlande participe aux Jeux olympiques d'été de 1980 à Moscou en Union soviétique. 105 athlètes finlandais, 99 hommes et 6 femmes, ont participé à 71 compétitions dans 16 sports. Ils y ont obtenu huit médailles : trois d'or, une d'argent et quatre de bronze.

## Médailles
| Médaille | Discipline  | Épreuve                      | Athlète                       | Performance | Date |
| -------- | ----------- | ---------------------------- | ----------------------------- | ----------- | ---- |
| Or       | Aviron      | Skiff hommes                 | Pertti Karppinen              |             |      |
| Or       | Tir à l'arc | Homme individuel             | Tomi Poikolainen              |             |      |
| Or       | Voile       | Finn                         | Esko Rechardt                 |             |      |
| Argent   | Athlétisme  | 10000 mètres hommes          | Kaarlo Maaninka               |             |      |
| Bronze   | Athlétisme  | 5000 mètres hommes           | Kaarlo Maaninka               |             |      |
| Bronze   | Lutte       | Lutte gréco-romaine - Welter | Mikko Huhtala                 |             |      |
| Bronze   | Tir à l'arc | Femme individuel             | Paivi Meriluoto               |             |      |
| Bronze   | Voile       | 470                          | Jouko Lindgrén Georg Tallberg |             |      |